# Huasca de Ocampo
Huasca de Ocampo là một đô thị thuộc bang Hidalgo, México. Năm 2005, dân số của đô thị này là 15201 người.